# Play (Jolin Tsai)
Play è il tredicesimo album in studio della cantante taiwanese Jolin Tsai, pubblicato nel 2014.

## Tracce
1. Gentlewomen (第二性) – 3:41
2. Play (Play 我呸) – 3:13
3. Medusa (美杜莎) – 4:03
4. Lip Reading (唇語) – 3:40
5. I'm Not Yours (feat. Namie Amuro) – 3:41
6. I Love, I Embrace (自愛自受) – 3:55
7. Miss Trouble – 3:16
8. Phony Queen (電話皇后) – 2:58
9. The Third Person and I (第三人稱) – 4:52
10. We're All Different, Yet the Same (不一樣又怎樣) – 3:20